# Zeszyty Łużyckie
Zeszyty Łużyckie («Зешиты Лужицке», в переводе с польского языка — «лужицкие тетради») — научный журнал на польском языке, издаваемый с 1991 года институтом славянской филологии Варшавского университета и Кружком любителей лужицкой культуры Польского этнографического общества.
Тираж (1995) — 200 экземпляров. В журнале публикуются переводы, сообщения, статьи и рецензии польских, а также серболужицких, чешских специалистов по сорабистике. Издание освещает жизнь в Лужице и культуру лужицких сербов. Редакторы: Эва Святковская (1991—2004), Эльжбета Вроцлавская (2004—2014), Ежи Молас (с 2014).